# Campionat de Zúric 1983
L'edició del 1983 fou la 68a del Campionat de Zuric. La cursa es disputà l'1 de maig de 1983, pels voltants de Zúric i amb un recorregut de 237,5 quilòmetres. El vencedor final fou el neerlandès Johan van der Velde, que s'imposà per davant de Gilbert Glaus i Frits Pirard.

## Classificació final
|    | Ciclista            | Equip                    | Temps      |
| -- | ------------------- | ------------------------ | ---------- |
| 1  | Johan van der Velde | TI-Raleigh               | 7h 07' 09" |
| 2  | Gilbert Glaus       | Cilo-Aufina              | m. t.      |
| 3  | Frits Pirard        | Metauro Mobili-Pinarello | + 1'47"    |
| 4  | Erich Mächler       | Cilo-Aufina              | + 2'05"    |
| 5  | Frank Hoste         | Europ Decor-Dries        | m. t.      |
| 6  | Ludo De Keulenaer   | TI-Raleigh               | m. t.      |
| 7  | Patrick Moerlen     | Sem-France Loire         | m. t.      |
| 8  | Jan Jonkers         | Beckers Snacks-Gazelle   | m. t.      |
| 9  | Mario van Vlimmeren | Beckers Snacks-Gazelle   | + 5'08"    |
| 10 | Stefan Mutter       | Eorotex-Magniflex        | m. t.      |